# Rubén Pardo
Rubén Pardo Gutiérrez (* 22. Oktober 1992 in Logroño) ist ein spanischer Fußballspieler. Der zentrale Mittelfeldspieler spielt bei Aris Thessaloniki.

## Karriere

### Vereine
Pardo rückte zur Saison 2010/11 zur [[Real Sociedad B<zweiten Mannschaft]] von Real Sociedad San Sebastián auf. In seiner ersten Spielzeit kam er zu 21 Einsätzen in der drittklassigen Segunda División B. Sein erstes Tor erzielte Pardo am 22. Oktober 2011 bei der 1:4-Auswärtsniederlage gegen Athletic Bilbao B. In der Saison 2011/12 spielte er 16-mal für die B-Mannschaft und kam ab Herbst 2011 auch gelegentlich für die erste Mannschaft zum Einsatz. Am 29. Oktober 2011 debütierte Pardo in der Primera División. Sein erster Treffer gelang ihm am 13. Februar 2012 zum 2:0-Endstand im Heimspiel gegen den FC Sevilla. Nachdem er die Spielzeit 2012/13 mit dem Verein auf dem vierten Tabellenplatz beendet hatte, spielte er mit ihm in der Folgesaison in der Gruppenphase der Champions League und kam dort fünfmal zum Einsatz.
Im Januar 2017 wurde Pardo bis Saisonende an den Ligakonkurrenten Betis Sevilla verliehen. Ende Januar 2020 wechselte er zu Girondins Bordeaux in die Ligue 1. Die Spielzeit 2020/21 verbrachte er leihweise bei CD Leganés.

### Nationalmannschaft
Pardo spielte neunmal für die spanische U-17-Auswahl und nahm mit ihr im Mai 2009 an der U-17-Europameisterschaft in Deutschland teil. Im Turnier kam er einmal zum Einsatz und schied mit der Mannschaft in der Gruppenphase aus. Nach zwei Einsätzen für die U-18 im Jahr 2010 spielte Pardo insgesamt 13-mal für die U-19-Nationalmannschaft. Im Sommer 2011 kam er in allen fünf Spielen seines Teams bei der U-19-Europameisterschaft in Rumänien zum Einsatz und gewann mit seinem Team nach einem 3:2-Sieg gegen Tschechien am 1. August 2011 den Titel. Am 5. Februar 2013 debütierte Pardo beim 1:1 gegen Belgien in der U-21-Auswahl Spaniens, für die er insgesamt siebenmal auflief.

## Erfolge
Nationalmannschaft
- U-19-Europameister: 2011